# Maliseet
Maliseet (Malecite, Malécites, Skicin, St. John's Indijanci), pleme Algonquian Indijanaca u 17 stoljeću naseljeno u dolini rijeke St. John u kanadskoj provinciji New Brunswick, gdje ih prvi nalazi Samuel de Champlain. Malecite su bili članovi plemenskog saveza Abenaki i prijatelji s Francuzima koje su podržavali u borbi protiv Engleza tijekom kolonijalnih ratova. Njihovi potomci organizirani su danas u sedam bandi koje žive po rezervatima u kanadskim provincijama New Brunswick (3,000) i Québec (200), i jedna (Houlton Band of Maliseet Indians) (600) u američkoj saveznoj državi Maine.
Kanadske bande Maliseeta u New Brunswicku su: Madawaska Maliseet First Nation, Tobique Band, Woodstock First Nation, Kingsclear First Nation, St. Mary's First Nation i Oromocto First Nation. Na području Québeca živi banda Malécite de Viger First Nation.

## Ime
Ime Maleseet dolazi iz jezika Micmac Indijanaca u obliku "malisit" i znači "talks imperfectly," ili "broken talker," dok sami sebe nazivaju Wolastoqiyik ili "Wulastegniak" ("good river people; Sultzman")

## Sela
Devon, Kingsclear, Madawaska, Mary's, Medoctec (Medoktek, Meductic), Okpaak, Oromocto, St. Anne, St. Basile, The Brothers (Micmac), Tobique, Viger i Woodstock.

## Jezik
Jezik Maliseeta (skicinuwatuwewakon.), član porodice Algonquian, isti je kao i kod Passamaquoddy Indijanaca, te je nazivan maliseet-passamaquoddy. Smatra se da su oba plemena izvorno bila jedan narod koji se ponekad nazivao imenom Skicinuwok.

## Život i običaji Maliseeta
Maliseeti su stanovnici Sjeveroistočnih šuma (vidi  Arhivirana inačica izvorne stranice od 21. srpnja 2007. (Wayback Machine)), slični susjednim skupinama Micmaca i Abenaka, ali veoma dugo kulturno vezani uz rijeku St. Croix po kojoj ih ponekad nazivaju i St. Croix Indijanci. Brezova kora i ovdje ima važnu ulogu u materijalnoj kulturi Indijanaca, pa se od nje proizvode kanui, po kojima su Maliseeti poznati, i wigwami, oblika stošca, koji dolaskom Europljana mjesto ustupaju brvnari. Krplje su glavno pomagalo za kretanja zimi po snijegu, a glavna im je zadaća da zaustave propadanje noge u snijeg. 
Maliseeti žive od riječnog ribolova u koji se išlo kanuom a koristila su se koplja kojim je ribu trebalo pogoditi. Ribolov je i danas ostao omiljen i među muškarcima, i među ženama.  U lov na jelena i losa su išli zbog mesa, a koristili su se kopljem i lukom strijelom.

## Vanjske poveznice
- Maliseet Indian Fact Sheet
- Houlton Band of Maliseet Indians
- Maliseet Indians